# Бриггс, Генри (художник)
Генри Бриггс (англ. Henry Perronet Briggs; 1793—1844) — английский художник-портретист, член Королевской академии художеств.

## Биография
Родился в 1793 году в городе Walworth графства Дарем в семье чиновника почтового отделения. Его двоюродная сестра Amelia Opie (урожденная Alderson) была женой художника John Opie.
Уже во время обучения в школе город Эппинг, графство Эссекс, Генри отсылал свои гравюры в журнал The Gentleman’s Magazine. В 1811 году он поступил в Королевскую академию в Лондоне. С 1814 года начал выставляться и стал постоянным экспонентом выставок Академии, а также British Institution. В этот период картины художника большей частью были на историческую тематику. После избрания его в 1832 году членом Королевской академии, Бриггс посвятил свое внимание преимущественно портретной живописи.
Умер в Лондоне 18 января 1844 года от туберкулёза.
Джейкоб Белл (англ. Jacob Bell), основатель английского фармацевтического общества (англ. Royal Pharmaceutical Society of Great Britain), был двоюродным братом Бриггса и в юношестве брал уроки живописи у Бриггса. Среди его учеников выделяется Томас Френсис Дикси.

## Труды
Произведения художника находятся во многих музеях мира, включая Галерею Тейт, British Institution, Национальный морской музей, а также в частных коллекциях.

Некоторые работы
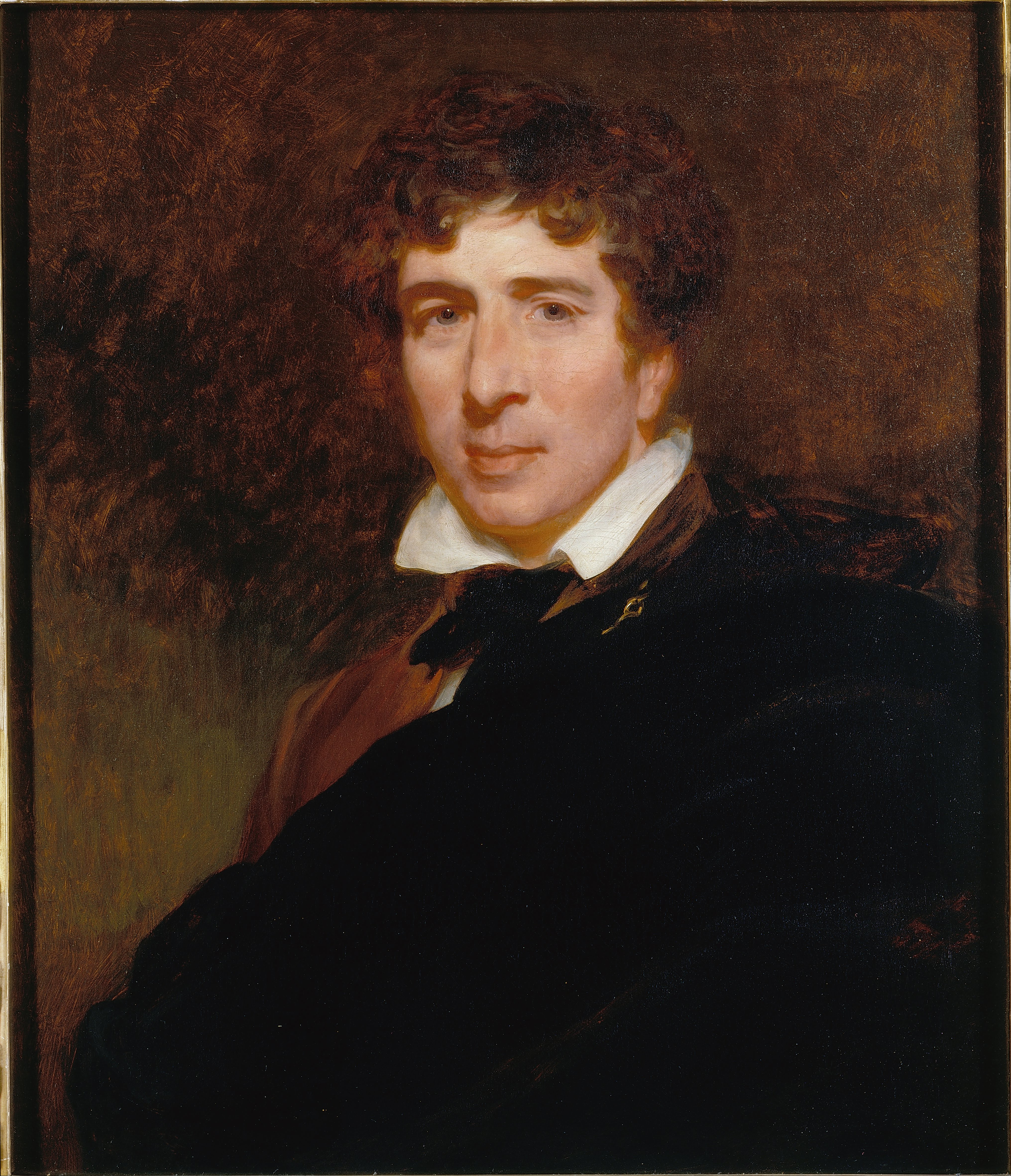
Charles Kemble
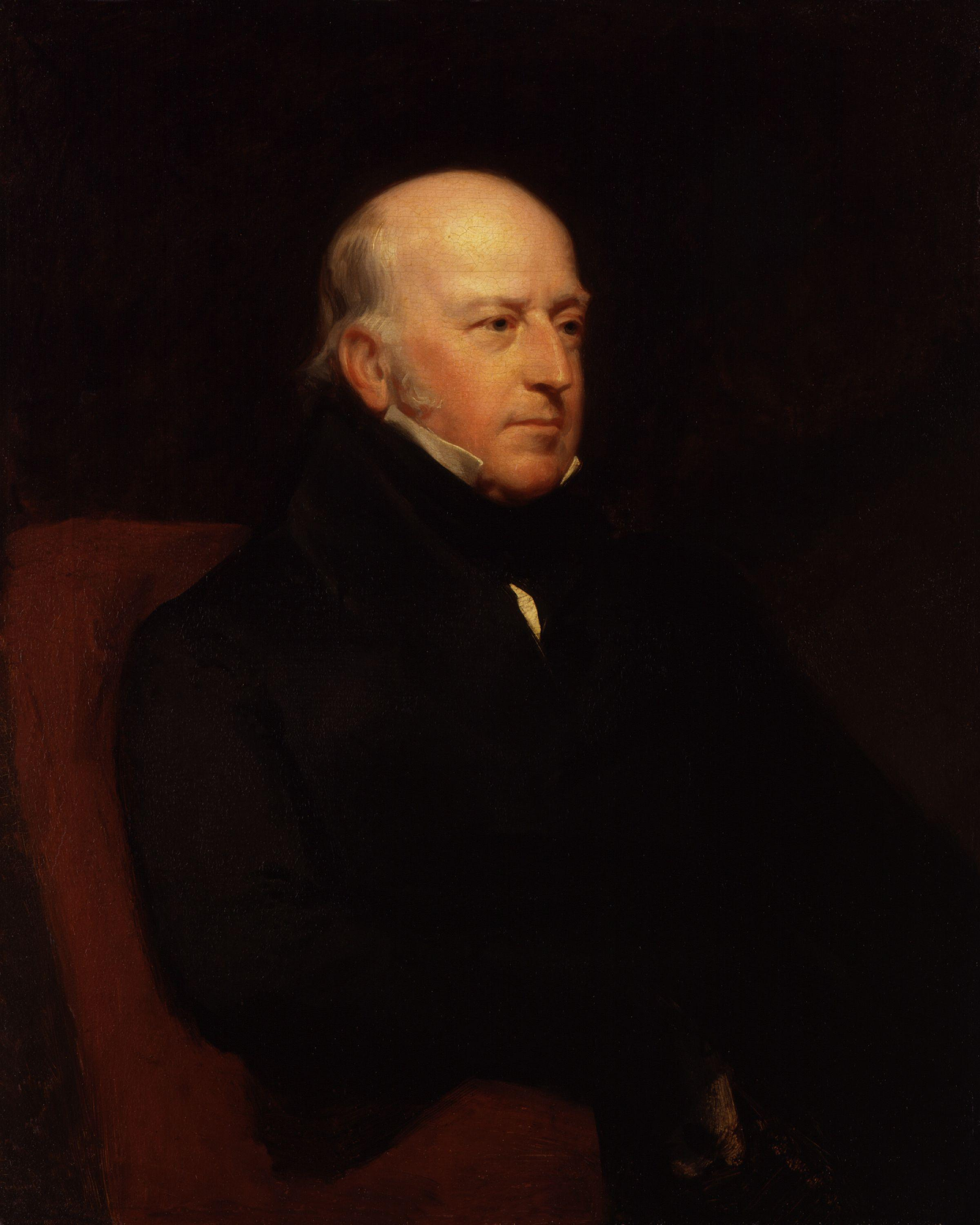
Sir Edward Codrington
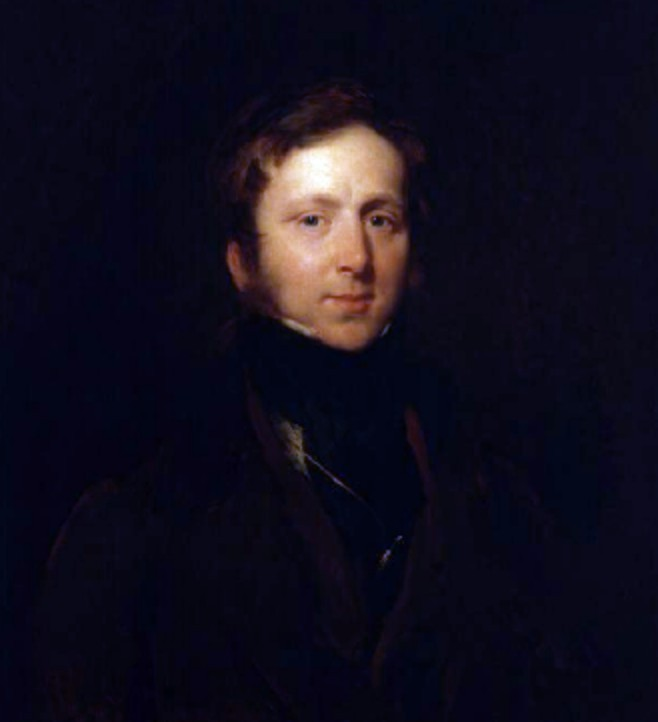
James Duffield Harding